# Павутинниця малоквіткова
Павутинниця малоквіткова (Kurzia pauciflora) — вид печіночників порядку юнгерманіальних (Jungermanniales).

## Поширення
Батьківщиною є Європа, Азія, Північна Америка.